# 粛州区
粛州区（しゅくしゅう-く）は、中華人民共和国甘粛省酒泉市に位置する市轄区。シルクロード上にある主要な歴史文化都市である。紀元前121年に前漢が郡を設けてから2100年を超える歴史を有する。

## 行政区画
7街道、14鎮、1郷を管轄する：
- 街道弁事処：東北街街道、東南街街道、西南街街道、西北街街道、新城街道、工業園街道、玉管局生活基地街道
- 鎮：西洞鎮、清水鎮、総寨鎮、金仏寺鎮、上壩鎮、三墩鎮、銀達鎮、西峰鎮、泉湖鎮、果園鎮、下河清鎮、鏵尖鎮、東洞鎮、豊楽鎮
- 郷：黄泥堡郷

## 地理
河西回廊中間の西部、東経98度12分 - 99度18分、北緯39度10分 - 39度59分に位置する。平均海抜1765m。東西104km、南北84km、総面積3386km2。
典型的な大陸性気候で乾燥しており、降水は少なく、蒸発が多い。寒暖の差は比較的大きく、日照時間は長く、砂埃交じりの風が多い。

## 歴史
考古学的発見によれば新石器時代中期にはすでに人が酒泉へ定住していた痕跡がある。
『史記』「黄帝本紀」には黄帝の時、其の土地「西は空桐に至る」と記載、『括地志』の説明では、この山は酒泉の東南六十里にある。到大禹の時になって、天下を九州に画いて、酒泉を雍州の管轄下とした。

### 名称の沿革
紀元前121年（元狩2年）、前漢の驃騎将軍霍去病が河西回廊を取った後、漢朝は武威・酒泉・張掖・敦煌の4郡を設置した。酒泉郡下には9県が設置され、現在の粛州区は当時の禄福県に相当する。その後名称は顕徳県、禄福県、福禄県、酒泉県と変遷している。

### 帰属
- 夏から戦国時代までは西羌。
- 戦国時代から漢初までは順に烏孫・月氏・匈奴。
- 三国時代は魏。
- 東晋時代、順に前涼・前秦・後涼・西涼・北涼の領地。西涼王李暠はかつてこの地を都とした。
- 唐の代宗の広徳元年（763年）以降は吐蕃。
- 唐末から五代（907年 - 960年）まで回鶻（ウイグル）。
- 宋代は西夏。

他の時期は中央政権に属した。

## 特産物
- 夜光杯
- 酒泉奇石
- 玉彫
- 毛絨毯
- 氷硝梨

## 観光地
- 酒泉西漢勝跡
- 魏晋壁画墓
- 明代鐘鼓楼